# Тіа-Маре (комуна)
Тіа-Маре (рум. Tia Mare) — комуна у повіті Олт в Румунії. До складу комуни входять такі села (дані про населення за 2002 рік):
- Доанка (1445 осіб)
- Потлоджень (1756 осіб)
- Тіа-Маре (1736 осіб)

Комуна розташована на відстані 132 км на південний захід від Бухареста, 66 км на південь від Слатіни, 83 км на південний схід від Крайови.

## Населення
За даними перепису населення 2002 року у комуні проживали 4937 осіб.
Національний склад населення комуни:
| Національність | Кількість осіб | Відсоток |
| -------------- | -------------- | -------- |
| румуни         | 4929           | 99,8%    |
| цигани         | 6              | 0,1%     |
| угорці         | 1              | < 0,1%   |
| турки          | 1              | < 0,1%   |

Рідною мовою назвали:
| Мова      | Кількість осіб | Відсоток |
| --------- | -------------- | -------- |
| румунська | 4936           | > 99,9%  |
| турецька  | 1              | < 0,1%   |

Склад населення комуни за віросповіданням:
| Релігія        | Кількість осіб | Відсоток |
| -------------- | -------------- | -------- |
| православні    | 4928           | 99,8%    |
| п'ятдесятники  | 6              | 0,1%     |
| греко-католики | 1              | < 0,1%   |
| адвентисти     | 1              | < 0,1%   |
| унітарії       | 1              | < 0,1%   |